# Jack Nicholson-filmográfia
John Joseph "Jack" Nicholson amerikai színész, filmrendező, forgatókönyvíró és producer.
Hat évtizedet átívelő filmes pályafutását a Nyafogós gyilkos (1958) címszerepével indította, majd emlékezetesebb alakításai voltak a Rémségek kicsiny boltja (1960), A holló (1963) és a Terror (1963) című filmekben. Az 1950-es évek végétől és az 1960-as években leginkább televíziós sorozatok vendégszereplőjeként, illetve westernfilmekben szerepelt. A '60-as évektől főként forgatókönyvíróként tevékenykedett, legnagyobb sikerét a Kirándulás (1967) című filmjével érte el.
Színészként Dennis Hopper 1969-ben bemutatott Szelíd motorosok című drámája hozta el Nicholson számára az áttörést, mellékszereplőként megszerezve első Oscar-, Golden Globe- és BAFTA-jelöléseit. A két évvel később megjelent Öt könnyű darab című dráma szintén meghatározó jelentőségű volt karrierjére, megalapozva későbbi antihős identitását a filmvásznon. A Testi kapcsolatok (1971) és Az utolsó szolgálat (1973) sikere után Roman Polański Kínai negyed (1974) című rendezésében tűnt fel. Ezt követte a színész egyik legnagyobb sikerfilmje, Miloš Forman Száll a kakukk fészkére (1975) című filmadaptációja: Nicholson megnyerte a legjobb férfi főszereplőnek járó Oscart, Golden Globe-díjat és BAFTA-díjat is.
Bár fontosabb díjakra nem jelölték a szerepért, Stanley Kubrick 1980-as Ragyogás című horrorfilmje szintén Nicholson jelentősebb filmszerepei közé tartozik. Az 1983-as Becéző szavak című vígjáték-drámával második Oscar-díját is megnyerte, ezúttal mellékszereplőként. Az 1980-as években játszott még A postás mindig kétszer csenget (1981), a Vörösök (1981), A Prizzik becsülete (1985), a Féltékenység (1986), Az eastwicki boszorkányok (1987), A híradó sztárjai (1987) és a Gyomok között (1987) című filmekben – újabb három Oscar-jelölést kiérdemelve. 1989-ben Tim Burton Batman című szuperhős-filmjében alakította a gyilkos bohócot, Jokert.
Az 1990-es évek újabb sikeres főszerepeket (és filmes díjakat) hoztak Nicholson számára, többek között az Egy becsületbeli ügy (1992) és a Lesz ez még így se! (1997) című filmekben. 1996-ban ismét Tim Burtonnel dolgozott együtt, a Támad a Mars! című vígjátékban, melyben a színész kettős szerepet vállalt.
A 2000-es években fontosabb filmjei közt található a Schmidt története (2002), a Ki nevel a végén? (2003), A tégla (2006) és A bakancslista (2007).
Napjainkig legutolsó filmjét, a Honnan tudod? című romantikus vígjáték-drámát 2010-ben mutatták be. Bár saját bevallása szerint nem vonult vissza a filmvászonról, a színész azt nyilatkozta, hogy már kevésbé motiválja a szereplés.
Filmjeinek magyar nyelvű változataiban a színész leggyakoribb szinkronhangja Reviczky Gábor, valamint Tordy Géza.

## Filmográfia

### Film

#### Rendező, író és producer
| Év   | Magyar cím           | Eredeti cím           | Feladatkör        | Feladatkör | Feladatkör |
| Év   | Magyar cím           | Eredeti cím           | Rendező           | Író        | Producer   |
| ---- | -------------------- | --------------------- | ----------------- | ---------- | ---------- |
| 1963 |                      | Thunder Island        | Nem               | Igen       | Nem        |
| 1963 | Terror               | The Terror            | Nincs feltüntetve | Nem        | Nem        |
| 1964 |                      | Flight to Fury        | Nem               | Igen       | Nem        |
| 1966 | Lovasok forgószélben | Ride In The Whirlwind | Nem               | Igen       | Igen       |
| 1967 | Kirándulás           | The Trip              | Nem               | Igen       | Nem        |
| 1968 |                      | Head                  | Nem               | Igen       | Igen       |
| 1971 | Hajts, mondta        | Drive, He Said        | Igen              | Igen       | Igen       |
| 1978 | Irány délre!         | Goin' South           | Igen              | Nem        | Nem        |
| 1990 | Cinikus hekus        | The Two Jakes         | Igen              | Nem        | Igen       |

#### Színész
| Év   | Magyar cím                                        | Eredeti cím                        | Szerep                            | Magyar hang       | Rendező                |
| ---- | ------------------------------------------------- | ---------------------------------- | --------------------------------- | ----------------- | ---------------------- |
| 1958 | Nyafogós gyilkos                                  | The Cry Baby Killer                | Jimmy Wallace                     |                   | Jus Addiss             |
| 1960 |                                                   | Too Soon to Love                   | Buddy                             |                   | Richard Rush (1.)      |
| 1960 |                                                   | The Wild Ride                      | Johnny Varron                     |                   | Harvey Berman          |
| 1960 | Rémségek kicsiny boltja                           | The Little Shop of Horrors         | Wilbur Force                      | Kautzky Armand    | Roger Corman (1.)      |
| 1960 |                                                   | Studs Lonigan                      | Weary Reilly                      |                   | Irving Lerner          |
| 1962 |                                                   | The Broken Land                    | Will Brocious                     |                   | John A. Bushelman      |
| 1963 | A holló                                           | The Raven                          | Rexford Bedlo                     | Markovics Tamás   | Roger Corman (2.)      |
| 1963 | Terror                                            | The Terror                         | Andre Duvalier                    | Király Attila     | Roger Corman (3.)      |
| 1964 |                                                   | Flight to Fury                     | Jay Wickham                       |                   | Monte Hellman (1.)     |
| 1964 |                                                   | Back Door to Hell                  | Burnett                           |                   | Monte Hellman (2.)     |
| 1964 |                                                   | Ensign Pulver                      | Dolan                             |                   | Joshua Logan           |
| 1966 | Lovasok forgószélben                              | Ride In The Whirlwind              | Wes                               | Miller Zoltán     | Monte Hellman (3.)     |
| 1967 | A Valentin-napi mészárlás                         | The St. Valentine's Day Massacre   | Gino a bérgyilkos (cameo)         |                   | Roger Corman (4.)      |
| 1967 | A Pokol Angyalai újra száguldanak                 | Hells Angels on Wheels             | költő                             |                   | Richard Rush (2.)      |
| 1968 | Kábulat                                           | Psych-Out                          | Stoney                            | Dányi Krisztián   | Richard Rush (3.)      |
| 1968 |                                                   | Head                               | filmrendező az étteremben (cameo) |                   | Bob Rafelson (1.)      |
| 1969 | Szelíd motorosok                                  | Easy Rider                         | George Hanson                     | Kaszás Attila     | Dennis Hopper          |
| 1969 | Szelíd motorosok                                  | Easy Rider                         | George Hanson                     | Rajkai Zoltán     | Dennis Hopper          |
| 1970 | Egy tiszta nap szembenézhetsz az örökkévalósággal | On a Clear Day You Can See Forever | Tad Pringle                       |                   | Vincente Minnelli      |
| 1970 |                                                   | The Rebel Rousers                  | Bunny                             |                   | Martin B. Cohen        |
| 1970 | Öt könnyű darab                                   | Five Easy Pieces                   | Robert Eroica Dupea               | Trokán Péter      | Bob Rafelson (2.)      |
| 1970 | Öt könnyű darab                                   | Five Easy Pieces                   | Robert Eroica Dupea               | Rátóti Zoltán     | Bob Rafelson (2.)      |
| 1971 | Testi kapcsolatok                                 | Carnal Knowledge                   | Jonathan Fuerst                   | Tordy Géza        | Mike Nichols (1.)      |
| 1971 | Testi kapcsolatok                                 | Carnal Knowledge                   | Jonathan Fuerst                   | Király Attila     | Mike Nichols (1.)      |
| 1971 |                                                   | A Safe Place                       | Mitch                             |                   | Henry Jaglom           |
| 1972 | A Marvin Gardens királya                          | The King of Marvin Gardens         | David Staebler                    | Kálid Artúr       | Bob Rafelson (3.)      |
| 1973 | Az utolsó szolgálat                               | The Last Detail                    | Billy L. "Badass" Buddusky        | Latinovits Zoltán | Hal Ashby              |
| 1974 | Kínai negyed                                      | Chinatown                          | J. J. "Jake" Gittes               | Tahi Tóth László  | Roman Polański         |
| 1975 | Foglalkozása: riporter                            | The Passenger                      | David Locke                       | Kalocsai Miklós   | Michelangelo Antonioni |
| 1975 | Kincs ez a nő!                                    | The Fortune                        | Oscar Sullivan                    | Kaszás Attila     | Mike Nichols (2.)      |
| 1975 | Száll a kakukk fészkére                           | One Flew Over the Cuckoo's Nest    | Randle Patrick "Mac" McMurphy     | Ujréti László     | Miloš Forman           |
| 1975 | Száll a kakukk fészkére                           | One Flew Over the Cuckoo's Nest    | Randle Patrick "Mac" McMurphy     | Kaszás Attila     | Miloš Forman           |
| 1975 | Tommy                                             | Tommy                              | specialista                       |                   | Ken Russell            |
| 1976 | Missouri fejvadász                                | The Missouri Breaks                | Tom Logan                         | László Zsolt      | Arthur Penn            |
| 1976 | Missouri fejvadász                                | The Missouri Breaks                | Tom Logan                         | Tarján Péter      | Arthur Penn            |
| 1976 | Az utolsó filmcézár                               | The Last Tycoon                    | Brimmer                           | Reviczky Gábor    | Elia Kazan             |
| 1978 | Irány délre!                                      | Goin' South                        | Henry Lloyd Moon                  | Tordy Géza        | Jack Nicholson (1.)    |
| 1980 | Ragyogás                                          | The Shining                        | Jack Torrance                     | Király Attila     | Stanley Kubrick        |
| 1981 | A postás mindig kétszer csenget                   | The Postman Always Rings Twice     | Frank Chambers                    | Reviczky Gábor    | Bob Rafelson (4.)      |
| 1981 | Vörösök                                           | Reds                               | Eugene O’Neill                    | Reviczky Gábor    | Warren Beatty          |
| 1982 | Állj, határ!                                      | The Border                         | Charlie Smith                     | Szakácsi Sándor   | Tony Richardson        |
| 1982 | Állj, határ!                                      | The Border                         | Charlie Smith                     | Reviczky Gábor    | Tony Richardson        |
| 1983 | Becéző szavak                                     | Terms of Endearment                | Garrett Breedlove                 | Bodrogi Gyula     | James L. Brooks (1.)   |
| 1983 | Becéző szavak                                     | Terms of Endearment                | Garrett Breedlove                 | Reviczky Gábor    | James L. Brooks (1.)   |
| 1985 | A Prizzik becsülete                               | Prizzi's Honor                     | Charley Partanna                  | Reviczky Gábor    | John Huston            |
| 1985 | A Prizzik becsülete                               | Prizzi's Honor                     | Charley Partanna                  | Tordy Géza        | John Huston            |
| 1986 | Féltékenység                                      | Heartburn                          | Mark Forman                       | Reviczky Gábor    | Mike Nichols (3.)      |
| 1987 | Az eastwicki boszorkányok                         | The Witches of Eastwick            | Daryl Van Horne                   | Dörner György     | George Miller          |
| 1987 | A híradó sztárjai                                 | Broadcast News                     | Bill Rorich (cameo)               | Szokolay Ottó     | James L. Brooks (2.)   |
| 1987 | Gyomok között                                     | Ironweed                           | Francis Phelan                    | Vass Gábor        | Héctor Babenco         |
| 1989 | Batman                                            | Batman                             | Jack Napier / Joker               | Sinkó László      | Tim Burton (1.)        |
| 1990 | Cinikus hekus                                     | The Two Jakes                      | J. J. "Jake" Gittes               | Tordy Géza        | Jack Nicholson (2.)    |
| 1990 | Cinikus hekus                                     | The Two Jakes                      | J. J. "Jake" Gittes               | Reviczky Gábor    | Jack Nicholson (2.)    |
| 1992 | Zűrös manus                                       | Man Trouble                        | Eugene Earl Axline / Harry Bliss  | Sinkó László      | Bob Rafelson (5.)      |
| 1992 | Egy becsületbeli ügy                              | A Few Good Men                     | Nathan R. Jessup ezredes          | Sinkó László      | Rob Reiner (1.)        |
| 1992 | Hoffa                                             | Hoffa                              | James R. "Jimmy" Hoffa            | Kránitz Lajos     | Danny DeVito           |
| 1994 | Farkas                                            | Wolf                               | Will Randall                      | Reviczky Gábor    | Mike Nichols (4.)      |
| 1995 | Menekülés az éjszakába                            | The Crossing Guard                 | Freddy Gale                       | Tordy Géza        | Sean Penn (1.)         |
| 1996 | A nyakék nyomában                                 | Blood and Wine                     | Alex Gates                        | Bodrogi Gyula     | Bob Rafelson (6.)      |
| 1996 | Esthajnalcsillag                                  | The Evening Star                   | Garrett Breedlove                 | Tordy Géza        | Robert Harling         |
| 1996 | Támad a Mars!                                     | Mars Attacks!                      | James Dale amerikai elnök         | Reviczky Gábor    | Tim Burton (2.)        |
| 1996 | Támad a Mars!                                     | Mars Attacks!                      | Art Land                          | Reviczky Gábor    | Tim Burton (2.)        |
| 1997 | Lesz ez még így se!                               | As Good as It Gets                 | Melvin Udall                      | Reviczky Gábor    | James L. Brooks (3.)   |
| 2001 | Az ígéret megszállottja                           | The Pledge                         | Jerry Black                       | Reviczky Gábor    | Sean Penn (2.)         |
| 2002 | Schmidt története                                 | About Schmidt                      | Warren R. Schmidt                 | Reviczky Gábor    | Alexander Payne        |
| 2003 | Ki nevel a végén?                                 | Anger Management                   | Dr. Buddy Rydell                  | Reviczky Gábor    | Peter Segal            |
| 2003 | Minden végzet nehéz                               | Something's Gotta Give             | Harry Sanborn                     | Tordy Géza        | Nancy Meyers           |
| 2006 | A tégla                                           | The Departed                       | Francis "Frank" Costello          | Reviczky Gábor    | Martin Scorsese        |
| 2007 | A bakancslista                                    | The Bucket List                    | Edward Cole                       | Reviczky Gábor    | Rob Reiner (2.)        |
| 2010 |                                                   | I'm Still Here                     | önmaga                            |                   | Casey Affleck          |
| 2010 | Honnan tudod?                                     | How Do You Know                    | Charles Madison                   | Reviczky Gábor    | James L. Brooks (4.)   |

### Televízió

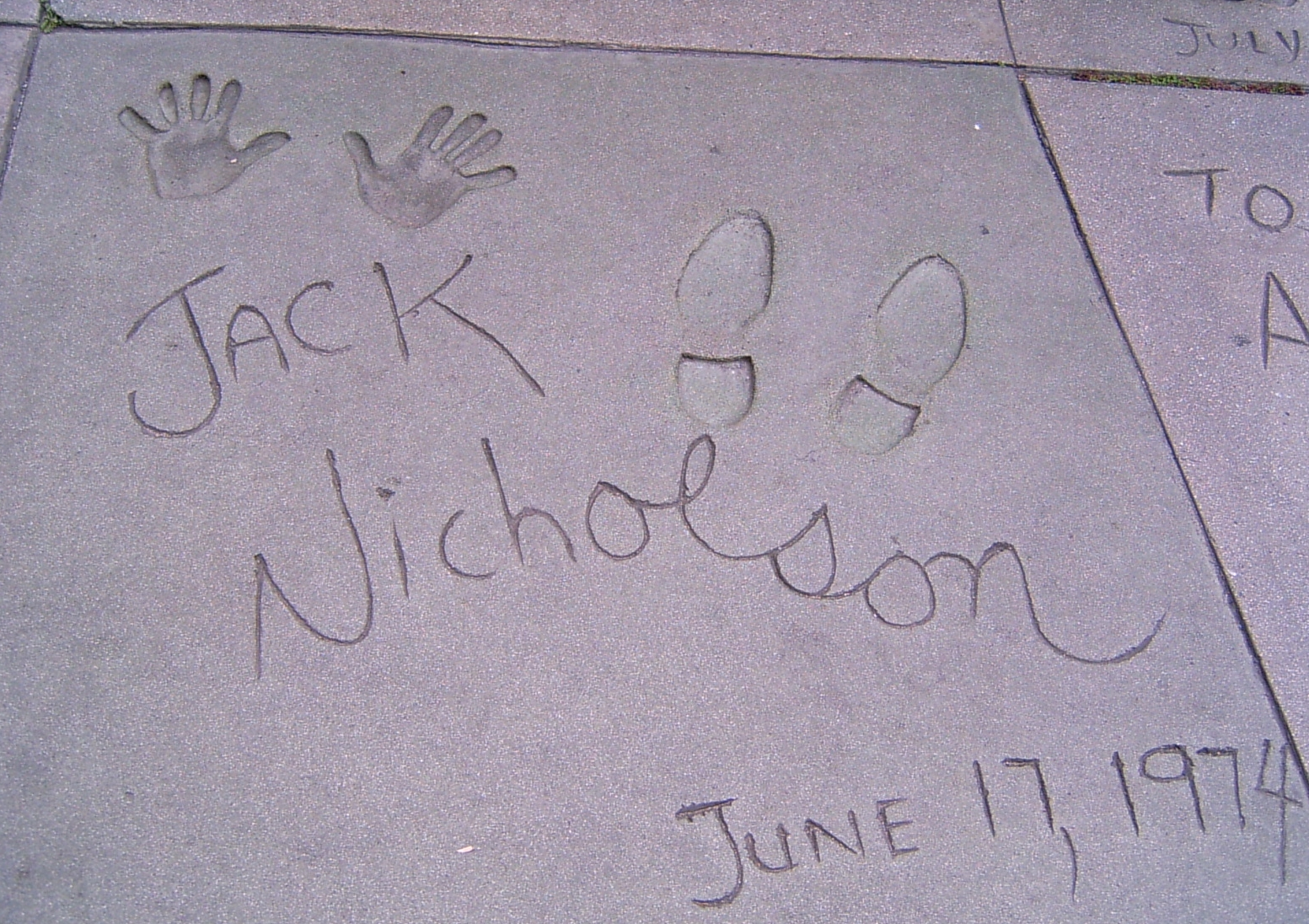
A színész kéz- és cipőlenyomata Los Angelesben.

| Év        | Cím                       | Szerep                       | Megjegyzések                                             |
| --------- | ------------------------- | ---------------------------- | -------------------------------------------------------- |
| 1956      | NBC Matinee Theater       | zenész fia                   | 1 epizód                                                 |
| 1960      | Mr. Lucky                 | Martin                       | 1 epizód                                                 |
| 1960      | The Barbara Stanwyck Show | Bud                          | 1 epizód                                                 |
| 1961      | Tales of Wells Fargo      | Tom Washburn                 | 1 epizód                                                 |
| 1961      | Sea Hunt                  | John Stark                   | 1 epizód                                                 |
| 1961      | Bronco                    | Bob Doolin                   | 1 epizód                                                 |
| 1962      | Hawaiian Eye              | Tony Morgan                  | 1 epizód                                                 |
| 1966      | Dr. Kildare               | Jaime Angel                  | 4 epizód                                                 |
| 1966      | A vadászat (The Shooting) | Billy Spear                  | - tévéfilm - filmproducer - magyar hangja: - Kálid Artúr |
| 1966–1967 | The Andy Griffith Show    | Marvin Jenkins / Mr. Garland | 2 epizód                                                 |
| 1967      | The Guns of Will Sonnett  | Tom Murdock                  | 1 epizód                                                 |
| 1986      | Elephant's Child          | narrátor (hangja)            | rövidfilm                                                |

## Fontosabb díjak és jelölések

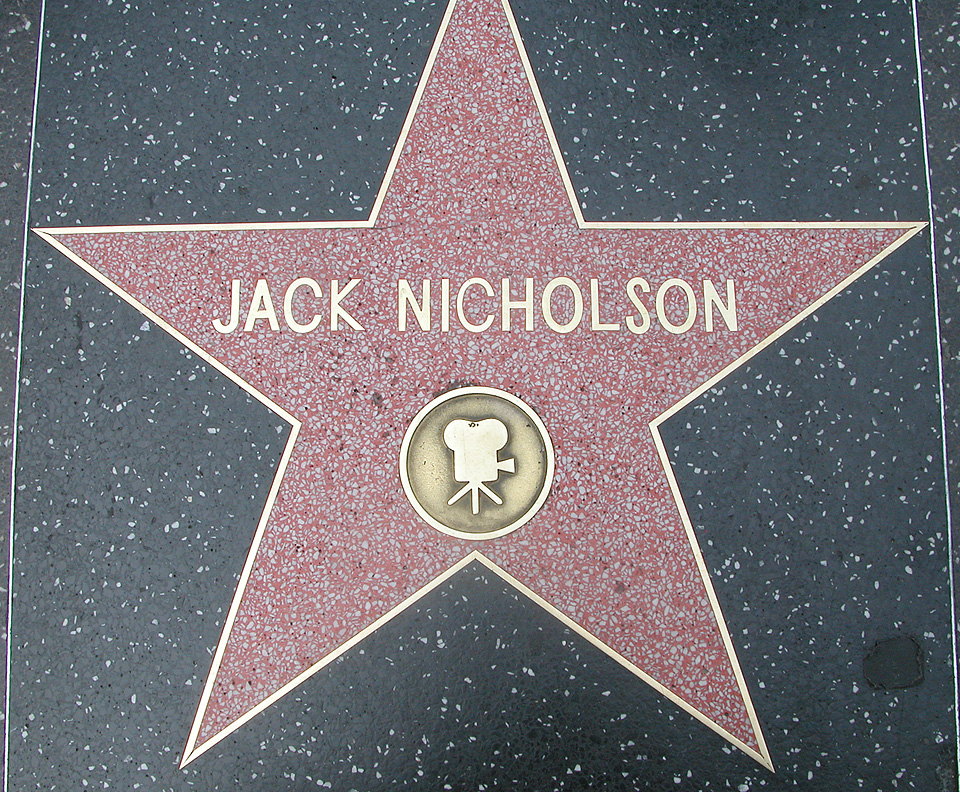
Jack Nicholson csillaga a hollywoodi Hírességek Sétányán.

Tizenkét jelölésével (nyolcat legjobb főszereplőként, négyet pedig legjobb mellékszereplőként kapott) Nicholson a legtöbbször Oscar-díjra jelölt férfi színész a díj megalapítása óta. Michael Caine, Meryl Streep, Paul Newman, Katharine Hepburn és Laurence Olivier mellett azon kevés színészek egyike, akiket (fő- vagy mellékszereplőként) öt különböző évtizedben jelöltek a díjra. Három győzelmével Walter Brennannel, Daniel Day-Lewisszal, Ingrid Bergmannal és Meryl Streeppel együtt ezüstérmesnek számít – náluk többször (négy alkalommal) csupán Katharine Hepburn nyert Oscart.
Golden Globe-díjat Nicholson tizennyolc jelölésből hét alkalommal kapott, beleértve az 1999-ben neki odaítélt Cecil B. DeMille-életműdíjat. A Brit Film- és Televíziós Akadémia díját hét jelölésből háromszor vehette át, míg Screen Actors Guild-díjat három jelölés mellett két alkalommal szerzett.
Arany Málna díjra csupán egy alkalommal, 1993ban jelölték – a legrosszabb férfi főszereplő kategóriában az 1992-es Hoffa és a Zűrös manus című filmjeiért.
A filmes díjakon túl 1988-ban zenei tevékenységéért egy Grammy-díjat is magáénak tudhatott.
| Díj                     | Év   | Kategória                                           | Jelölt mű                           | Eredmény |
| ----------------------- | ---- | --------------------------------------------------- | ----------------------------------- | -------- |
| Oscar-díj               | 1970 | Legjobb férfi mellékszereplő                        | Szelíd motorosok                    | Jelölve  |
| Oscar-díj               | 1971 | Legjobb férfi főszereplő                            | Öt könnyű darab                     | Jelölve  |
| Oscar-díj               | 1974 | Legjobb férfi főszereplő                            | Az utolsó szolgálat                 | Jelölve  |
| Oscar-díj               | 1975 | Legjobb férfi főszereplő                            | Kínai negyed                        | Jelölve  |
| Oscar-díj               | 1976 | Legjobb férfi főszereplő                            | Száll a kakukk fészkére             | Elnyerte |
| Oscar-díj               | 1982 | Legjobb férfi mellékszereplő                        | Vörösök                             | Jelölve  |
| Oscar-díj               | 1984 | Legjobb férfi mellékszereplő                        | Becéző szavak                       | Elnyerte |
| Oscar-díj               | 1986 | Legjobb férfi főszereplő                            | A Prizzik becsülete                 | Jelölve  |
| Oscar-díj               | 1988 | Legjobb férfi főszereplő                            | Gyomok között                       | Jelölve  |
| Oscar-díj               | 1993 | Legjobb férfi mellékszereplő                        | Egy becsületbeli ügy                | Jelölve  |
| Oscar-díj               | 1998 | Legjobb férfi főszereplő                            | Lesz ez még így se!                 | Elnyerte |
| Oscar-díj               | 2003 | Legjobb férfi főszereplő                            | Schmidt története                   | Jelölve  |
| BAFTA-díj               | 1970 | Legjobb férfi mellékszereplő                        | Szelíd motorosok                    | Jelölve  |
| BAFTA-díj               | 1975 | Legjobb férfi főszereplő                            | Az utolsó szolgálat és Kínai negyed | Elnyerte |
| BAFTA-díj               | 1977 | Legjobb férfi főszereplő                            | Száll a kakukk fészkére             | Elnyerte |
| BAFTA-díj               | 1983 | Legjobb férfi mellékszereplő                        | Vörösök                             | Elnyerte |
| BAFTA-díj               | 1990 | Legjobb férfi mellékszereplő                        | Batman                              | Jelölve  |
| BAFTA-díj               | 2003 | Legjobb férfi főszereplő                            | Schmidt története                   | Jelölve  |
| BAFTA-díj               | 2007 | Legjobb férfi mellékszereplő                        | A tégla                             | Jelölve  |
| Golden Globe-díj        | 1970 | Legjobb férfi mellékszereplő                        | Szelíd motorosok                    | Jelölve  |
| Golden Globe-díj        | 1971 | Legjobb férfi főszereplő – filmdráma                | Öt könnyű darab                     | Jelölve  |
| Golden Globe-díj        | 1972 | Legjobb férfi főszereplő – filmdráma                | Testi kapcsolatok                   | Jelölve  |
| Golden Globe-díj        | 1974 | Legjobb férfi főszereplő – filmdráma                | Az utolsó részlet                   | Jelölve  |
| Golden Globe-díj        | 1975 | Legjobb férfi főszereplő – filmdráma                | Kínai negyed                        | Elnyerte |
| Golden Globe-díj        | 1976 | Legjobb férfi főszereplő – filmdráma                | Száll a kakukk fészkére             | Elnyerte |
| Golden Globe-díj        | 1982 | Legjobb férfi mellékszereplő                        | Vörösök                             | Jelölve  |
| Golden Globe-díj        | 1984 | Legjobb férfi mellékszereplő                        | Becéző szavak                       | Elnyerte |
| Golden Globe-díj        | 1986 | Legjobb férfi főszereplő – zenés film vagy vígjáték | A Prizzik becsülete                 | Elnyerte |
| Golden Globe-díj        | 1988 | Legjobb férfi főszereplő – filmdráma                | Gyomok között                       | Jelölve  |
| Golden Globe-díj        | 1990 | Legjobb férfi főszereplő – zenés film vagy vígjáték | Batman                              | Jelölve  |
| Golden Globe-díj        | 1993 | Legjobb férfi mellékszereplő                        | Egy becsületbeli ügy                | Jelölve  |
| Golden Globe-díj        | 1993 | Legjobb férfi főszereplő – filmdráma                | Hoffa                               | Jelölve  |
| Golden Globe-díj        | 1998 | Legjobb férfi főszereplő – zenés film vagy vígjáték | Lesz ez még így se!                 | Elnyerte |
| Golden Globe-díj        | 1999 | Cecil B. DeMille-életműdíj                          | –                                   | Elnyerte |
| Golden Globe-díj        | 2003 | Legjobb férfi főszereplő – filmdráma                | Schmidt története                   | Elnyerte |
| Golden Globe-díj        | 2004 | Legjobb férfi főszereplő – zenés film vagy vígjáték | Minden végzet nehéz                 | Jelölve  |
| Golden Globe-díj        | 2007 | Legjobb férfi mellékszereplő                        | A tégla                             | Jelölve  |
| Screen Actors Guild-díj | 1997 | Legjobb férfi főszereplő                            | Lesz ez még így se!                 | Elnyerte |
| Screen Actors Guild-díj | 2002 | Legjobb férfi főszereplő                            | Schmidt története                   | Jelölve  |
| Screen Actors Guild-díj | 2006 | Legjobb szereplőgárda (mozifilm)                    | A tégla                             | Jelölve  |
| Grammy-díj              | 1988 | Legjobb gyermekeknek szóló album                    | The Elephant's Child                | Elnyerte |
| Cannes-i fesztivál      | 1974 | Legjobb férfi alakítás díja                         | Az utolsó szolgálat                 | Elnyerte |
| David di Donatello-díj  | 1975 | Legjobb külföldi színész                            | Száll a kakukk fészkére             | Elnyerte |
| Arany Málna díj         | 1993 | Legrosszabb férfi főszereplő                        | Hoffa és Zűrös manus                | Jelölve  |

## Fordítás
- Ez a szócikk részben vagy egészben  a   Jack Nicholson filmography című angol Wikipédia-szócikk fordításán alapul.  Az eredeti cikk szerkesztőit annak laptörténete sorolja fel. Ez a jelzés csupán a megfogalmazás eredetét és a szerzői jogokat jelzi, nem szolgál a cikkben szereplő információk forrásmegjelöléseként.
- Ez a szócikk részben vagy egészben  a   List of awards and nominations received by Jack Nicholson című angol Wikipédia-szócikk fordításán alapul.  Az eredeti cikk szerkesztőit annak laptörténete sorolja fel. Ez a jelzés csupán a megfogalmazás eredetét és a szerzői jogokat jelzi, nem szolgál a cikkben szereplő információk forrásmegjelöléseként.